# Идиллия буша
«Идиллия буша» (англ. Bush Idyll) — картина австралийского живописца Фредерика Мак-Каббина, написанная в 1893 году. Произведение считается одним из величайших шедевров в австралийской истории искусства. На полотне изображены двое подростков — мальчик, играющий на оловянной свирели, и девочка, которая, лежа на земле, слушает музыку, причём на её выразительном лице отражаются глубокие и сильные переживания, навеянные, вероятно, не только звучащей мелодией. Работа, входящая в частную коллекцию, в период с 2017 по 2020 год была передана в аренду Национальной галерее Австралии в Канберре.

## Сюжет и описание
Мак-Каббин написал картину «Идиллия буша» в окрестностях Блэкберна (ныне — пригород Мельбурна). На дальнем плане изображено озеро Блэкберн. Девочку художник писал с Мэри Джейн Лобб (1881—1959), уроженки Каслмейна (штат Виктория, Австралия). Кто послужил моделью для мальчика — неизвестно.
Считается, что в этой работе заметно влияние французского художника Камиля Коро.

## История
Фредерик Мак-Каббин подарил «Идиллию буша» своему другу, а тот продал картину на аукционе в 1919 году промоутеру шоу-бизнеса Хью Д. Макинтошу (1876—1942), который привёз её в Англию. В течение 50 лет местонахождение работы было неизвестно, пока в 1979 году английский свиновод не попросил владельца галереи в Кембридже оценить произведение, подаренное ему много лет назад богатым другом.
В 1984 году «Идиллию буша» приобрел за 150 тыс. фунтов стерлингов букмекер Дэвид Уотерхаус, который вернул её в Австралию, а через 14 лет продал на аукционе в 1998 году за рекордную для того времени цену в 2,31 млн австралийских долларов. В 2013 году произведение не удалось продать на аукционе, но позже оно было продано в частную коллекцию. В период с 2017 по 2020 год работа была передана в долгосрочную аренду Национальной галерее Австралии в Канберре. В конце 2021 года и начале 2022 года картина была частью выставки «Фредерик Маккаббин — Шепот в ветвях плетня» в Джилонге.